# العلاقات البولندية الكازاخستانية
العلاقات البولندية الكازاخستانية هي العلاقات الثنائية التي تجمع بين بولندا وكازاخستان.

## مقارنة بين البلدين
هذه مقارنة عامة ومرجعية للدولتين:
| وجه المقارنة                                              | بولندا                                                                             | كازاخستان                      |
| --------------------------------------------------------- | ---------------------------------------------------------------------------------- | ------------------------------ |
| المساحة (كم2)                                             | 312.68 ألف                                                                         | 2.72 مليون                     |
| عدد السكان (نسمة)                                         | 38.43 مليون                                                                        | 17.95 مليون                    |
| الكثافة السكانية (ن./كم²)                                 | 122.91                                                                             | 6.6                            |
| العاصمة                                                   | وارسو                                                                              | نور سلطان                      |
| اللغة الرسمية                                             | اللغة البولندية                                                                    | اللغة القازاقية، اللغة الروسية |
| العملة                                                    | زلوتي بولندي                                                                       | تينغ كازاخستاني                |
| الناتج المحلي الإجمالي (بليون دولار)                      | 524.51 مليار                                                                       | 159.41 مليار                   |
| الناتج المحلي الإجمالي (تعادل القوة الشرائية) بليون دولار | 1.02 تريليون                                                                       | 439.39 مليار                   |
| الناتج المحلي الإجمالي الاسمي للفرد دولار أمريكي          | 12.55 ألف                                                                          | 10.51 ألف                      |
| الناتج المحلي الإجمالي للفرد دولار أمريكي                 | 26.14 ألف                                                                          | 24.23 ألف                      |
| مؤشر التنمية البشرية                                      | 0.843                                                                              | 0.788                          |
| رمز المكالمات الدولي                                      | +48                                                                                | +7                             |
| رمز الإنترنت                                              | .pl                                                                                | .kz، .қаз ‏                     |
| المنطقة الزمنية                                           | توقيت وسط أوروبا، ت ع م+01:00، ت ع م+02:00، أوروبا/وارسو ‏، توقيت وسط أوروبا الصيفي | ت ع م+05:00، ت ع م+06:00       |

## مدن متوأمة
في ما يلي قائمة باتفاقيات التوأمة بين مدن بولندية وكازاخستانية:
- ترتبط غدانسك مع نور سلطان باتفاقية توأمة منذ 1990.[15][16][15][16]
- ترتبط وارسو مع نور سلطان باتفاقية توأمة منذ 1989.
- ترتبط بيدغوشتش مع بافلودار باتفاقية توأمة منذ 1991.[17][17]

## منظمات دولية مشتركة
يشترك البلدان في عضوية مجموعة من المنظمات الدولية، منها:
| علم المنظمة | اسم المنظمة                        | تاريخ انضمام بولندا | تاريخ انضمام كازاخستان |
| ----------- | ---------------------------------- | ------------------- | ---------------------- |
|             | الاتحاد البريدي العالمي            | 1 مايو 1919         | ?                      |
|             | يونسكو                             | 6 نوفمبر 1946       | 22 مايو 1992           |
|             | البنك الدولي للإنشاء والتعمير      | 27 يونيو 1986       | 23 يوليو 1992          |
|             | وكالة ضمان الاستثمار متعدد الأطراف | 29 يونيو 1990       | 12 أغسطس 1993          |
|             | الاتحاد الدولي للاتصالات           | 1921                | 23 فبراير 1993         |
|             | منظمة الشرطة الجنائية الدولية      | ?                   | ?                      |
|             | مؤسسة التمويل الدولية              | 29 ديسمبر 1987      | 30 سبتمبر 1993         |
|             | مجموعة الموردين النوويين           | ?                   | ?                      |
|             | الأمم المتحدة                      | 24 أكتوبر 1945      | 2 مارس 1992            |
|             | منظمة الأمن والتعاون في أوروبا     | 25 يونيو 1973       | 30 يناير 1992          |
|             | مؤسسة التنمية الدولية              | 28 أكتوبر 1960      | 23 يوليو 1992          |
|             | الفريق المعني برصد الأرض           | ?                   | ?                      |
|             | منظمة حظر الأسلحة الكيميائية       | ?                   | ?                      |

## أعلام
هذه قائمة لبعض الشخصيات التي تربطها علاقات بالبلدين:
- توماش بيتا (كهنوت بولندي، 20 أغسطس 1951 – )

## وصلات خارجية
- موقع وزارة الخارجية البولندية
- موقع وزارة الخارجية الكازاخستانية